# The Cream of Clapton
The Cream of Clapton ist ein Greatest-Hits-Album des britischen Rockmusikers Eric Clapton. Es erschien im März 1995 unter dem Label Polydor. Auf dem Album sind Werke aus Clapton Solokarriere sowie einige Songs von Cream, Blind Faith und Derek and the Dominos enthalten.

## Rezeption
Die Musikwebsite Allmusic vergab 4,5 von 5 möglichen Sternen für das Album und bezeichnete es als exzellent. Das Album erreichte Platz 80 der Billboard 200 und verkaufte sich in den USA innerhalb eines Jahres über drei Millionen Mal.

## Titelliste
| 1. I Feel Free (Pete Brown, Jack Bruce) – 2:52 2. Sunshine of Your Love (Brown, Bruce, Eric Clapton) – 4:11 3. White Room (Brown, Bruce) – 5:00 4. Crossroads (Robert Johnson) – 4:16 5. Badge (Clapton, George Harrison) – 2:46 6. Presence of the Lord (Clapton) – 4:50 7. Blues Power (Clapton, Leon Russell) – 3:11 8. After Midnight (J.J. Cale) – 2:53 9. Let It Rain (Bonnie Bramlett, Delaney Bramlett, Clapton) – 5:04 10. Bell Bottom Blues (Clapton) – 5:02 11. Layla (Clapton, Jim Gordon) – 7:05 12. I Shot the Sheriff (Bob Marley) – 4:23 13. Let It Grow (Clapton) – 4:58 14. Knockin’ on Heaven’s Door (Dylan) – 4:22 15. Hello Old Friend (Clapton) – 3:36 16. Cocaine (J.J. Cale) – 3:39 17. Wonderful Tonight (Clapton) – 3:42 18. Promises (Richard Feldman, Roger Linn) – 3:04 19. I Can’t Stand It (Clapton) – 4:09 | 1. Layla (Clapton, Jim Gordon) – 7:05 2. Badge (Clapton, George Harrison) – 2:46 3. I Feel Free (Pete Brown, Jack Bruce) – 2:52 4. Sunshine of Your Love (Brown, Bruce, Eric Clapton) – 4:11 5. Crossroads (Robert Johnson) – 4:16 6. Strange Brew (Clapton, Felix Pappalardi, Gail Collins) – 2:45 7. White Room (Brown, Bruce) – 5:00 8. Bell Bottom Blues (Clapton) – 5:02 9. Cocaine (J.J. Cale) – 3:39 10. I Shot the Sheriff (Bob Marley) – 4:23 11. After Midnight (J.J. Cale) – 2:53 12. Swing Low Sweet Chariot (Traditional) – 3:27 13. Lay Down Sally (Clapton, Marcy Levy, George Terry) – 3:50 14. Knockin’ on Heaven’s Door (Dylan) – 4:23 15. Wonderful Tonight (Clapton) – 3:42 16. Let It Grow (Clapton) – 4:56 17. Promises (Richard Feldman, Roger Linn) – 3:01 18. I Can’t Stand It (Clapton) – 4:07 |

## Auszeichnungen für Musikverkäufe
| Land/Region                  | Auszeichnungen für Musikverkäufe (Land/Region, Auszeichnung, Verkäufe) | Verkäufe  |
| ---------------------------- | ---------------------------------------------------------------------- | --------- |
| Belgien (BRMA)               | Gold                                                                   | (25.000)  |
| Europa (IFPI)                | 2× Platin                                                              | 2.000.000 |
| Frankreich (SNEP)            | Gold                                                                   | (100.000) |
| Neuseeland (RMNZ)            | 3× Platin                                                              | 45.000    |
| Vereinigte Staaten (RIAA)    | 2× Platin                                                              | 2.000.000 |
| Vereinigtes Königreich (BPI) | Platin                                                                 | (300.000) |
| Insgesamt                    | 2× Gold · 8× Platin ·                                                  | 4.045.000 |

Hauptartikel: Eric Clapton/Auszeichnungen für Musikverkäufe